# Мрочно
Мрочно (пол. Mroczno, нім. Moschen) — село в Польщі, у гміні Ґродзічно Новомейського повіту Вармінсько-Мазурського воєводства.
Населення — 1168 осіб (2011).

## Демографія
Демографічна структура станом на 31 березня 2011 року:
|          | Загалом | Допрацездатний вік | Працездатний вік | Постпрацездатний вік |
| -------- | ------- | ------------------ | ---------------- | -------------------- |
| Чоловіки | 593     | 145                | 393              | 55                   |
| Жінки    | 575     | 142                | 324              | 109                  |
| Разом    | 1168    | 287                | 717              | 164                  |